# Северозападен морски път
Северозападният морски път (на английски: Northwest Passage) е морски път през Северния ледовит океан, съединяващ Атлантическия и Тихия океан.
Той минава през водите на Канадския архипелаг. Съществуват четири варианта на Северозападния път в зависимост от това покрай кои острови и през кои протоци от архипелага се минава по пътя. Тези разновидности са известни като „Северозападни пътища“.
- Бафиново море → проток Ланкастър → проток Бароу → проток Вайкаунт-Мелвил → проток Макклур → море Бофорт. Този маршрут е най-кратък, но най-труден за преминаване поради почти целогодишните ледове. Ледообразуването започва в края на септември, а размразяването – през юли. През лятото на отделни участъци ледовете се разреждат, но сама протока Ланкастър напълно се освобождава от ледове. Четирите протока са обединени под името проток Пари, наименуван в чест на своя откривател Уилям Едуард Пари (британски полярен изследовател)[4];
- Бафиново море → проток Пил → проток Франклин → залив Ларсен → проток Джеймс Рос → проток Рей → залив Расмусен → проток Симпсън → залив Куин Мод → проток Диз → залив Коронейшън → проток Долфин енд Юниън → залив Амунден → море Бофорт. Този маршрут е най-дълъг и за първи път по него е преминал норвежкият полярен изследовател Руал Амундсен от 1903 до 1906 г.
- * Бафиново море → проток Пил → проток Франклин → залив Ларсен → проток Виктория → залив Куин Мод → проток Диз → залив Коронейшън → проток Долфин енд Юниън → залив Амунден → море Бофорт. Този маршрут е най-удобен за преминаване, тъй като почти всяка година през август и септември ледовете се отдръпват и само в отделни участъци е наложително преминаващите кораби да се съпровождат от ледоразбивач.
- * Бафиново море → проток Ланкастър → проток Бароу → проток Вайкаунт-Мелвил → проток Принц на Уелс → залив Амунден → море Бофорт. Този маршрут е най-малко използван, тъй като протока Принц на Уелс (между островите Банкс и Виктория е много тесен и много плитък, поради което почти никога не са размразява.

Търсен от пътешествениците в продължение на векове като вероятен търговски път от Европа към Азия, маршрутът е преплаван за първи път от Руал Амундсен между 1903 и 1906 г. До 2009 г. арктическата ледена шапка не позволява редовно плаване през по-голямата част от годината, но климатичните промени намаляват площта ѝ, което прави този воден път използваем за по-дълго време.
Канада счита Северозападния морски път за част от своите териториални води, но въпреки това много страни все още го смятат за международен проток, което позволява да се плава по него необезпокоявано.

## Експедиции
През 1494 г. Испания и Португалия си поделят познатия дотогава свят с договора от Тордесиляс. Това пречи на другите европейски страни – Англия, Франция и Нидерландия – да изпращат търговски кораби в Азия по познатите дотогава пътища покрай южните брегове на Африка или на Америка. Двете държави също така възпират чуждите търговци да плават в южната част на Атлантика. Единствените търговски пътища, които остават, са през Северния ледовит океан. Освен Северозападния, е търсен и друг морски път на север от Сибир – Североизточният.
През 1576 г. английската кралица Елизабет I изпраща Мартин Фробишър на експедиция за търсене на морски път до Китай през Канадския архипелаг. Той стига до остров Бафинова земя и се връща обратно с късове злато. Всъщност се оказва, че това е железен пирит, наричан „златото на глупаците“, който няма особена стойност.
През 1610 г. Хенри Хъдсън поема с кораба „Дискавъри“ да търси Северозападния път. Хъдсън е опитен мореплавател и през 1609 г. открива голяма река по източното крайбрежие на Северна Америка. В негова чест тя е наречена Хъдсън. Докато плава на север от Канада, той се отклонява на юг към това, което счита за Тихия океан. Оказва се, че това е обширен залив, който по-късно е наречен Хъдсън. Екипажът на кораба отказва да продължи и вдига бунт. Хъдсън, синът му и верните му моряци са изоставени в една лодка без гребла и загиват.
През следващите два века различни експедиции очертават картата на северния бряг на Канада, но не могат да напреднат в лабиринта от острови на Канадския архипелаг. Интересът към Северозападния морски път постепенно отслабва. През 1817 г. британското правителство предлага 20 000 лири на човека, който открие път към Азия на северозапад.
През 1844 г. Британският кралски флот организира мащабна експедиция, водена от Джон Франклин. Франклин и екипажът му стават жертва на непоносим студ и експедицията се проваля. През следващото десетилетие повече от 40 експедиции тръгват да го търсят и през 1859 г. тялото му е открито на о. Кинг Уилям. Някои от експедициите откриват пътя, но никоя не успява да го преплава.
Северозападният морски път е преминат за първи път през 1906 г. от Руал Амундсен. По това време маршрутът вече няма особено търговско значение, защото Испания и Португалия вече не владеят пътя на юг през Магелановия проток, за Азия може да се плава през Суецкия канал, а Панамският канал също се строи.